# D 595 (Türkei)
Die Straße D 595 (Devlet yolu 595) ist eine 422 km (oder 448 km) lange Straße in der Türkei. Sie verbindet Karamürsel an der Bucht İzmit Körfezi des Marmarameers mit Kaklık rund 40 km östlich von Denizli.

## Verlauf
Die Straße beginnt in Karamürsel am Marmarameer und führt zunächst nach Süden zum Nordufer des Sees İznik Gölü. Dort trifft sie auf die Straße D 150 und führt mit dieser in die Stadt İznik, das historische Nikaia/Nicäa, wo sich die D 150 von der D 595 trennt. Die D 595 setzt sich in südlicher Richtung nach Yenişehir (Bursa) fort, wo sie die D 160 kreuzt. Von hier führt sie nach İnegöl, wo sie auf die West-Ost-Achse der D 200 (Europastraße 90) trifft und einige Kilometer gemeinsam mit dieser verläuft. Nach der Trennung von der D 200 verläuft sie nach Süden und kreuzt in Tavşanlı die D 230. Von hier führt sie über Emet nach Simav, wo sie auf die D 240 trifft und für 39 km mit dieser gemeinsam nach Südosten verläuft. Nach der Trennung von der D 240 setzt sie sich nach Süden zur West-Ost-Achse der D 300 (Europastraße 96) fort, die 15 km westlich der Provinzhauptstadt Uşak erreicht wird. In Uşak trennt sich die D 595 von der D 300 und führt nach Südosten. Sie erreicht nach 55 km die Stadt Çivril, wo die D 625 nach Osten abzweigt. Die D 595 setzt sich in generell südsüdöstlicher Richtung fort, bis sie in Kaklık auf die D 320 trifft und an dieser endet.